# Hour of Penance
Hour of Penance - to włoska grupa muzyczna wykonująca brutal death metal. Powstała w 1999 roku w Rzymie.
Ich tematy oparte są na antyreligii, torturach, moralności i problemach społecznych.

## Muzycy

### Obecny skład zespołu
- Paolo Pieri - śpiew, gitara
- Giulio Moschini - gitara
- Marco Mastrobuono - gitara basowa
- Davide "BrutalDave" Billia - perkusja

### Byli członkowie zespołu
- Alex „Necrotorture” Manco - śpiew
- Mike Viti - śpiew, gitara basowa
- Stefano „Saul” Morabito - gitara
- Francesco De Honestis - gitara
- Enrico Schettino - gitara (1999-2006, 2009)
- Silvano Leone - gitara basowa (2006-2013)
- Mauro Mercurio - perkusja (1999-2010)
- Francesco Paoli - śpiew (2007-2010)
- Simone Piras - perkusja (2010-2012)
- James Payne - perkusja (2012-2014)

## Dyskografia

### Albumy studyjne
- Disturbance (28 kwietnia 2003, Xtreem Music)
- Pageantry For Martyrs (1 czerwca 2005, Xtreem Music)
- The Vile Conception (23 lutego 2008, Unique Leader Records)
- Paradogma (Unique Leader Records) (31 marca 2010, Unique Leader Records)
- Sedition (Prosthetic Records) (6 kwietnia 2012, Prosthetic Records)
- Regicide (Prosthetic Records) (13 maja 2014, Prosthetic Records)

### Demo
- Promo 2000 (2000)
- Promo 2007 (2007)